# A Fine Mess
A Fine Mess är det andra fullängdsalbumet från Kate Voegele. Albumet utgavs 2009.

## Låtlista
Standardversion
1. Inside Out - 3:58
2. 99 Times - 3:28
3. Who You Are Without Me - 3:25
4. Angel - 4:12
5. Sweet Silver Lining - 3:37
6. Playing With My Heart - 3:58
7. Manhattan from the Sky - 3:31
8. Talkin' Smooth - 4:28
9. Lift Me Up - 4:33 Ny version
10. Inside Out (Akustisk) - 4:35 (Bonus Itunes låt)

Deluxeversion
1. Inside Out - 3:58
2. 99 Times - 3:28
3. Who You Are Without Me - 3:25
4. Angel - 4:12
5. Sweet Silver Lining - 3:37
6. Playing With My Heart - 3:58
7. Manhattan from the Sky - 3:31
8. Talkin' Smooth - 4:28
9. Lift Me Up - 4:33 Ny version
10. Say Anything - 3:50
11. Unfair - 4:09
12. Forever and Almost Always - 4:39
13. Playing With My Heart (Akustisk) - 3:48
14. We the Dreamers (Demo) - 3:26
15. Inside Out (Akustisk) - 4:33 (Bonus Itunes låt)

## Itunes-singlar
- Manhattan from the Sky - 17 mars 2009
- 99 Times - 14 april 2009
- Angel - 20 april 2009
- Lift Me Up - 4 maj 2009
- Sweet Silver Lining - 11 maj 2009